# كوشيرو سومي
كوشيرو سومي (باليابانية: 角 昂志郎) (مواليد 13 أغسطس 2002) هو لاعب كرة قدم ياباني.

## وصلات خارجية
- كوشيرو سومي على موقع رابطة كرة القدم اليابانية للمحترفين (اليابانية)
- كوشيرو سومي على موقع قاعدة بيانات كرة القدم.إي يو (الإنجليزية)
- كوشيرو سومي على موقع Soccerway.com (الإنجليزية)
- كوشيرو سومي على موقع عالم كرة القدم.نت (الإنجليزية)